# Parker Brothers
Parker Brothers är ett amerikanskt företag som tillverkar spel och leksaker. Företaget ägs numera av Hasbro.